# 小西湖 (香港)

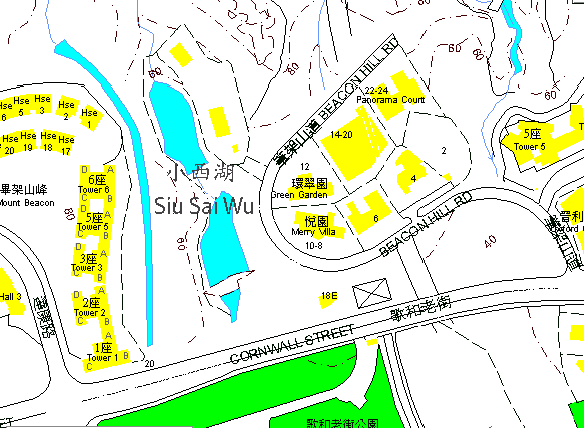
小西湖位置圖

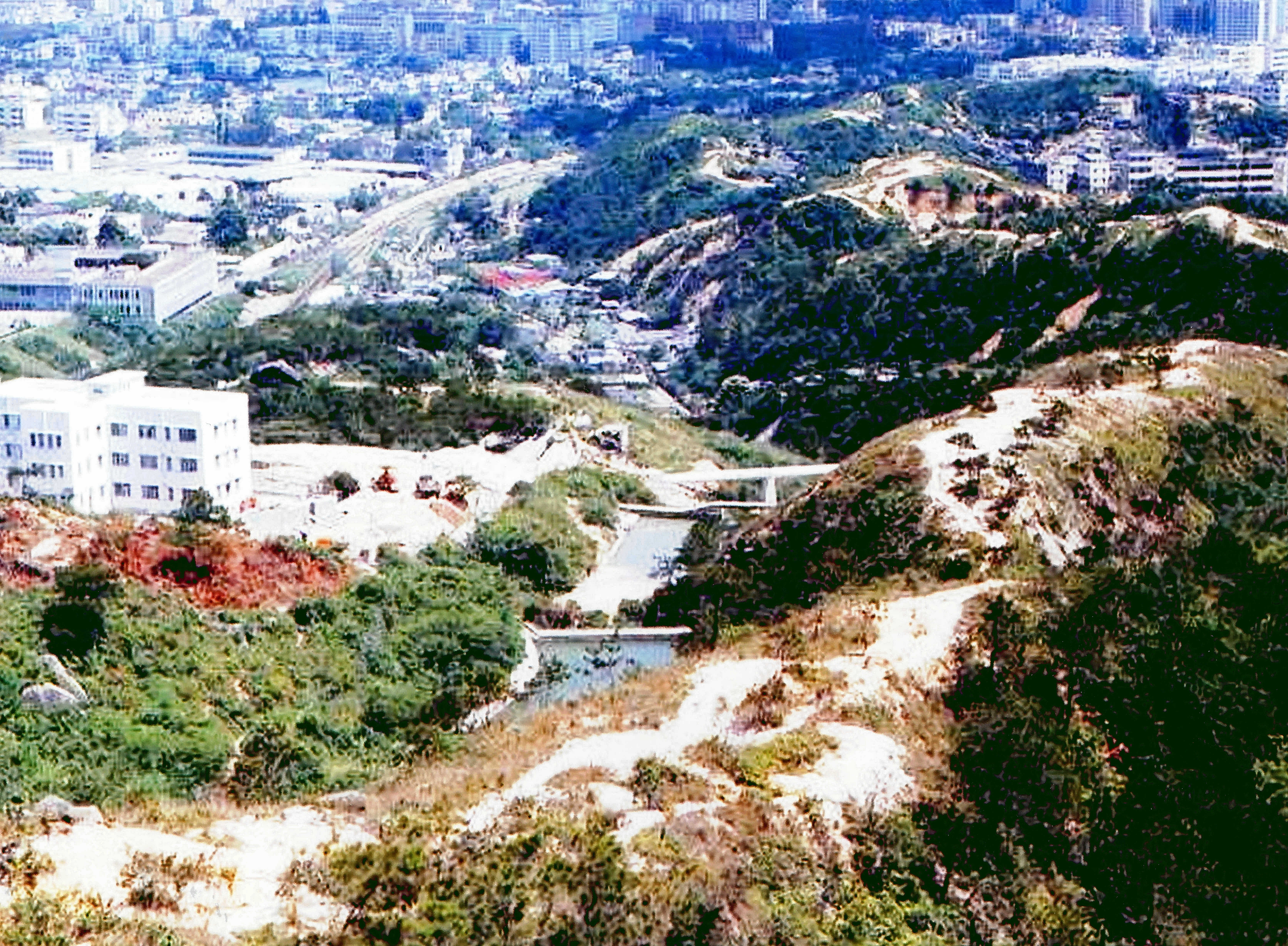
70年代小西湖全影

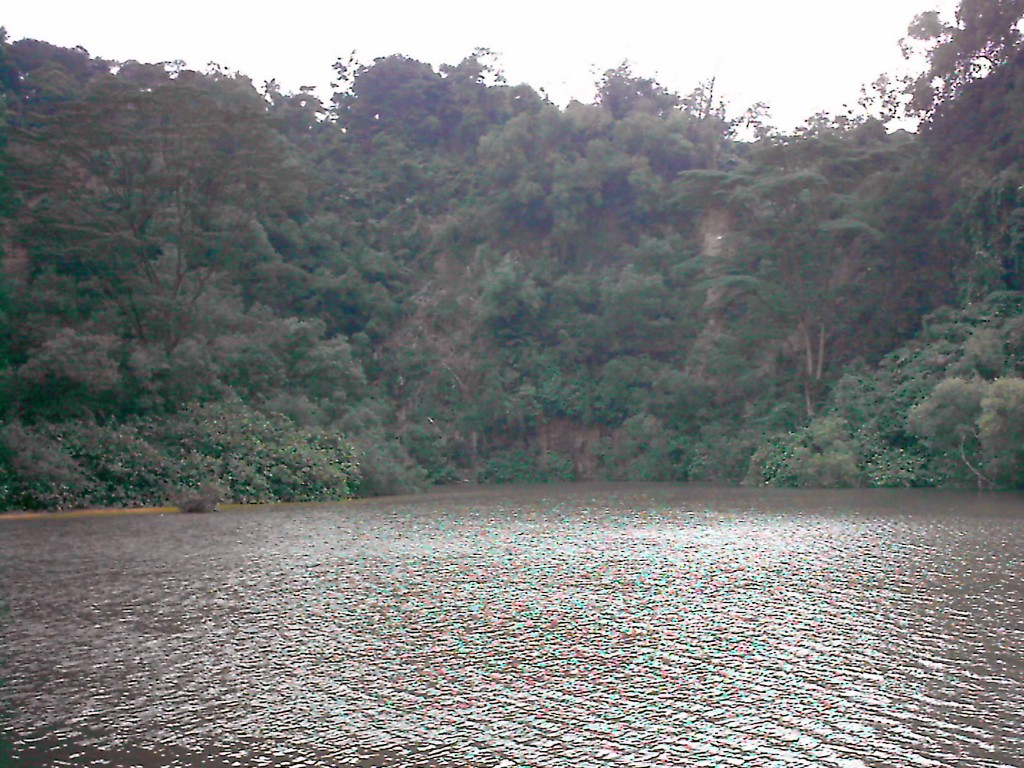
小西湖的上遊(1996年夏季)

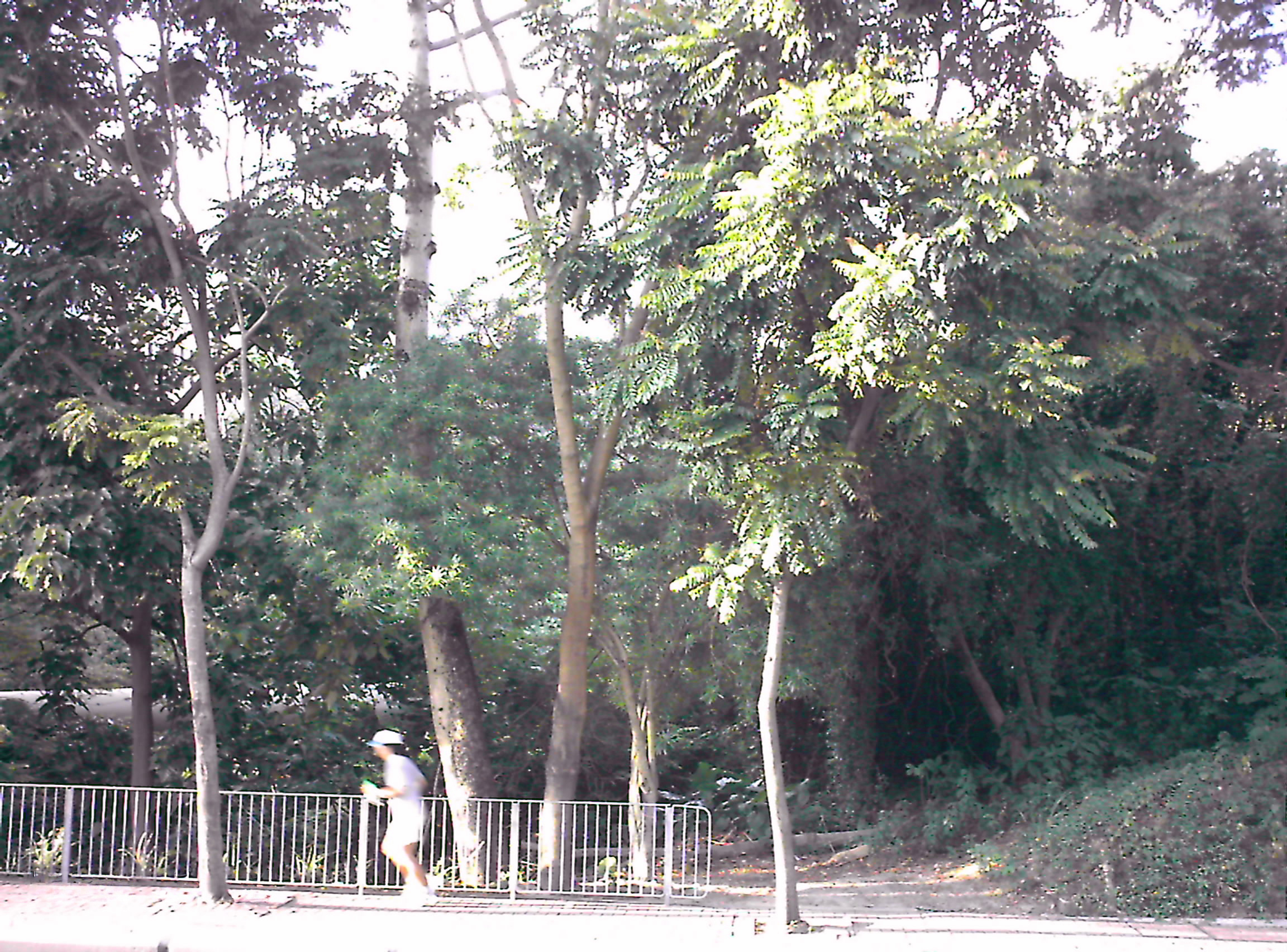
歌和老街的小西湖下遊入口(2008年10月)

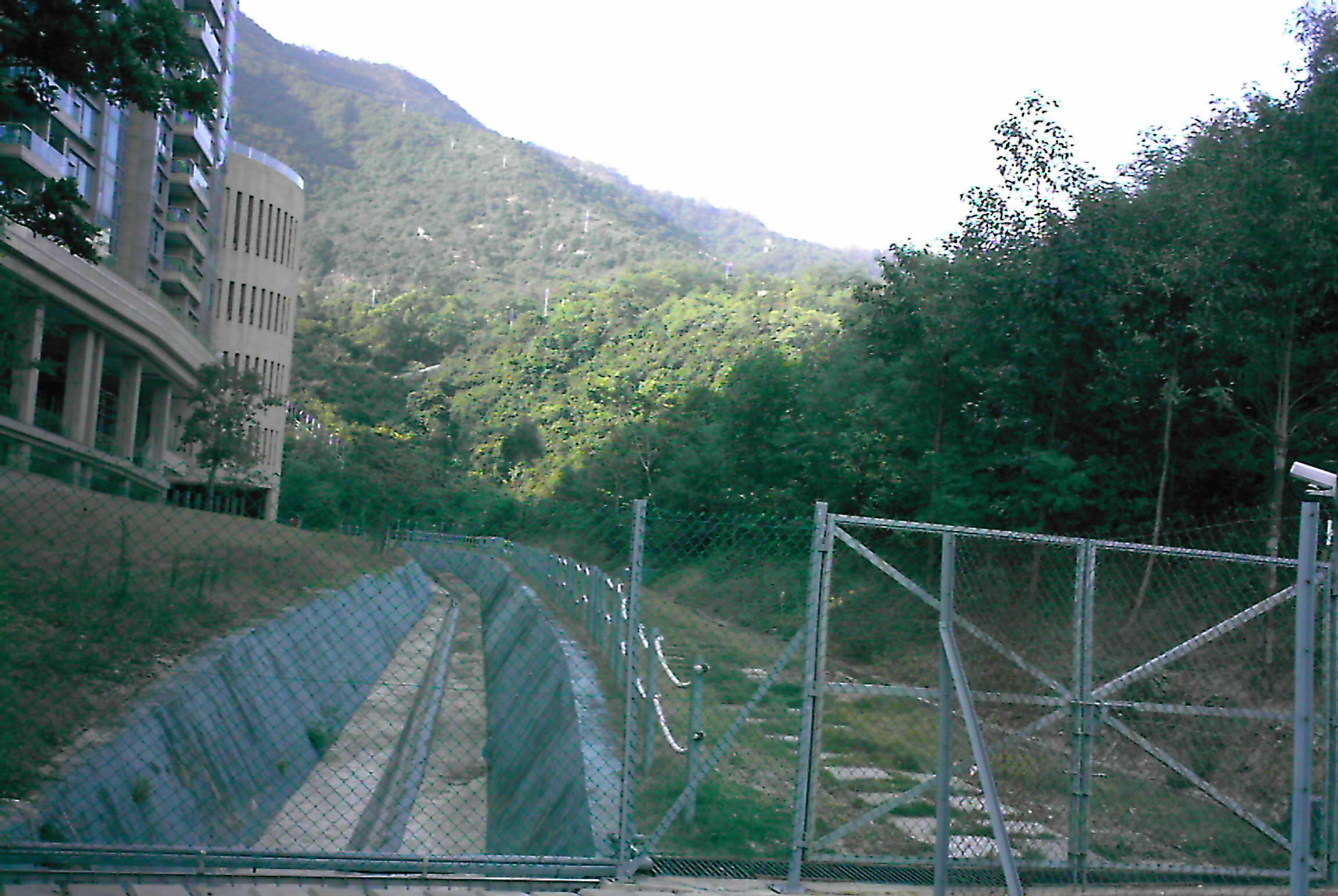
小西湖旁邊的溪澗(2008年10月)

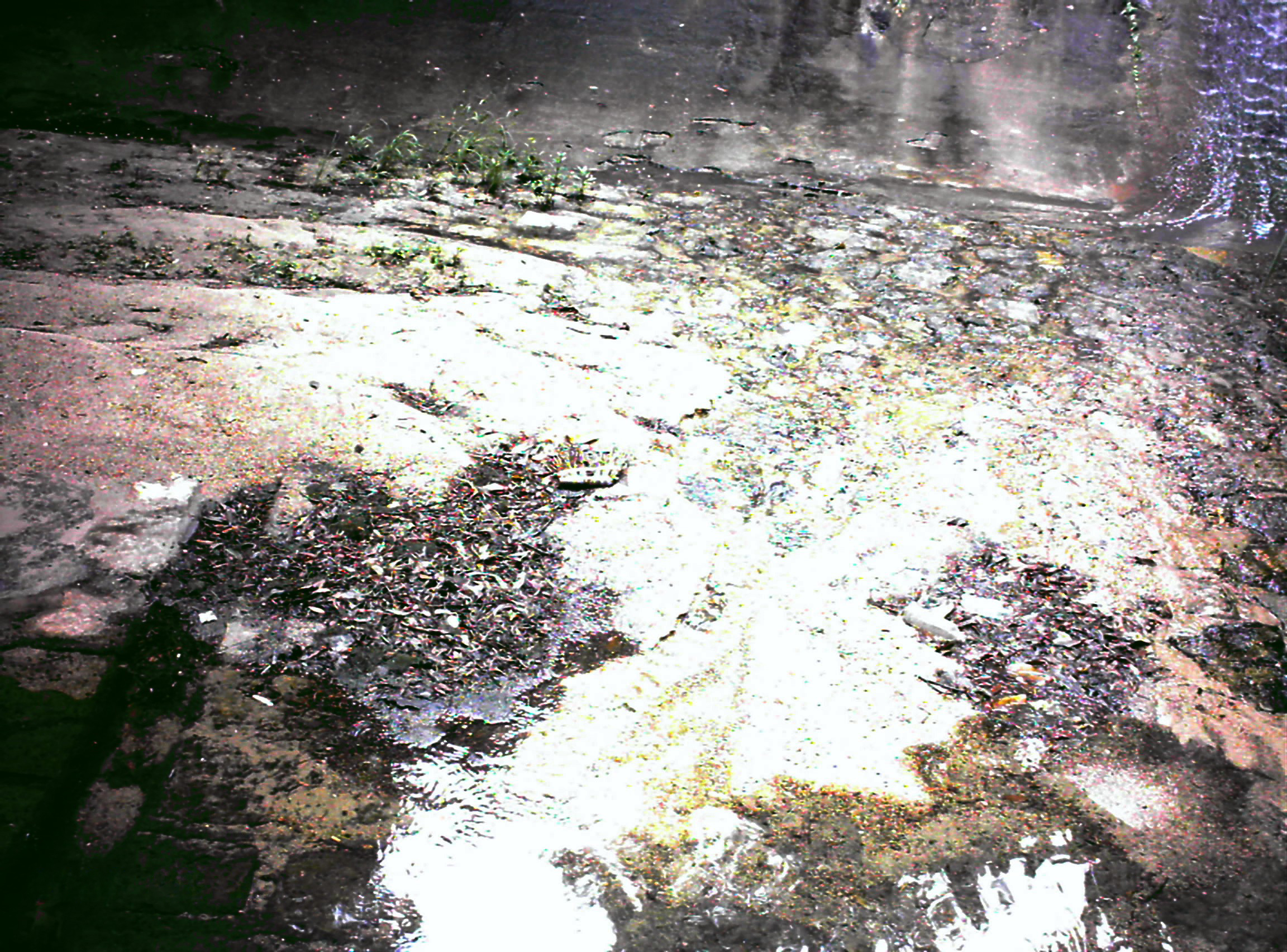
小西湖下遊蓄水池的湖面布滿淤泥(2009年7月)

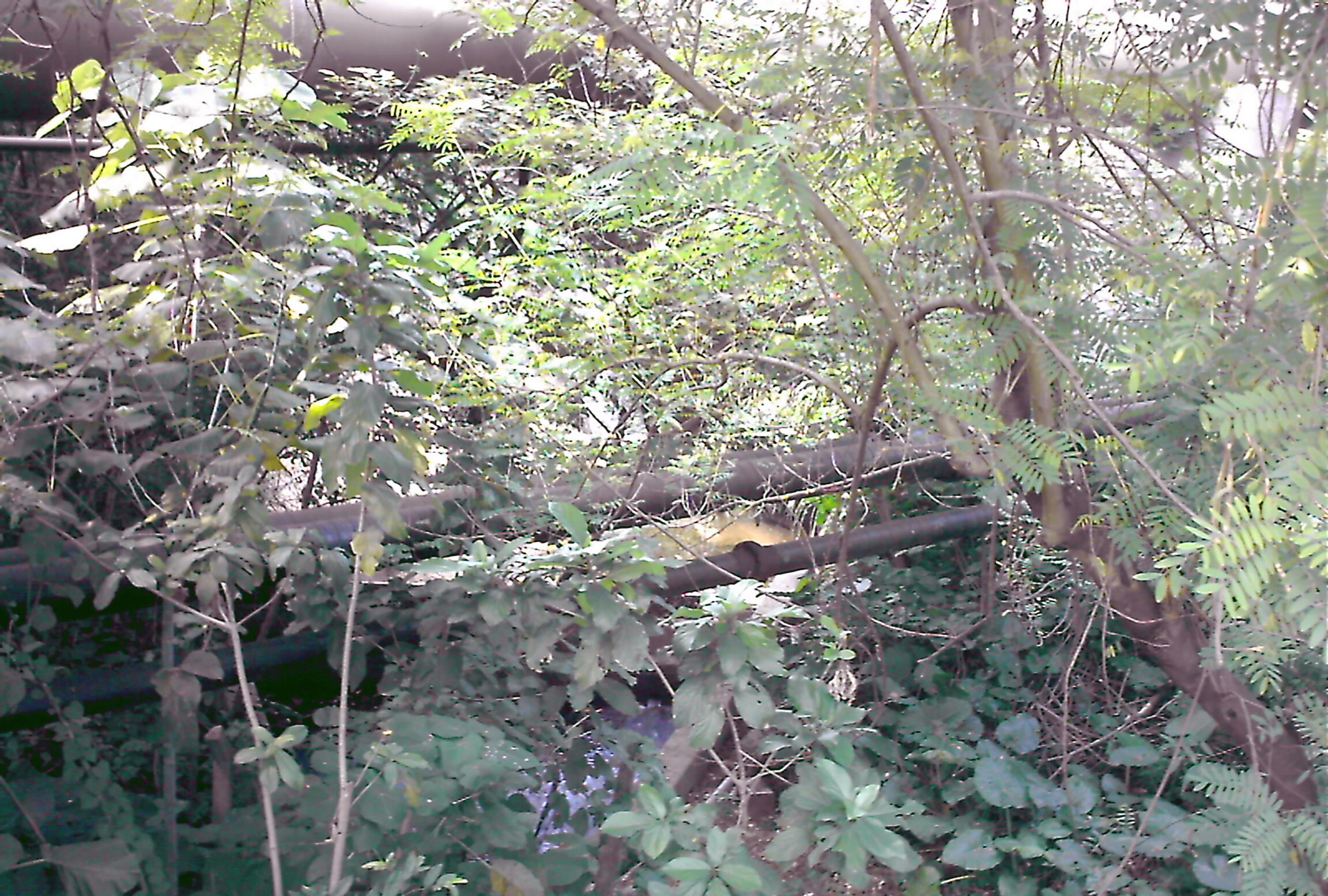
被叢林包圍的小西湖下遊(2008年10月)

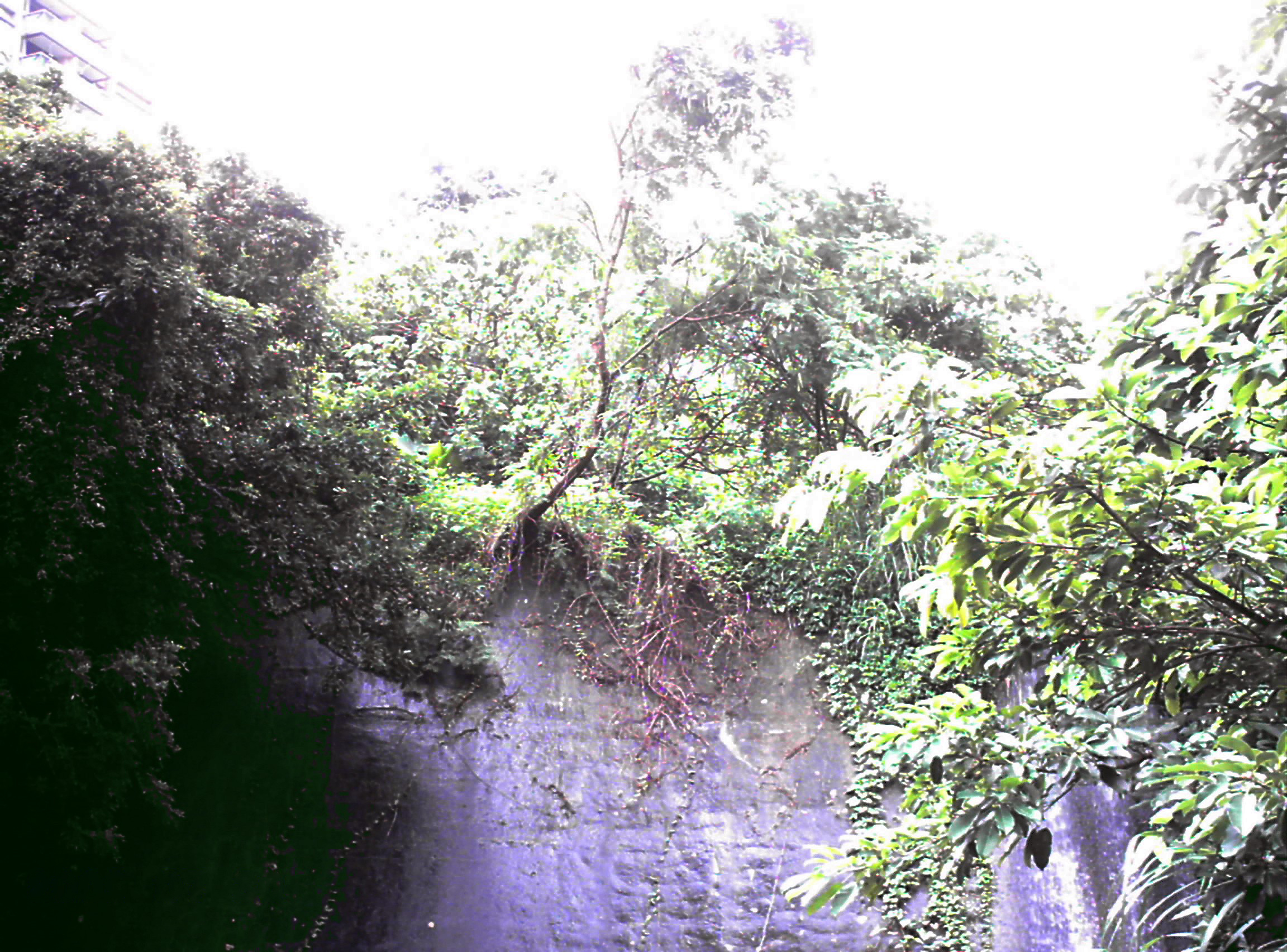
遠觀小西湖下游蓄水池的黑色堤壩及其頂上的樹叢(2009年7月)

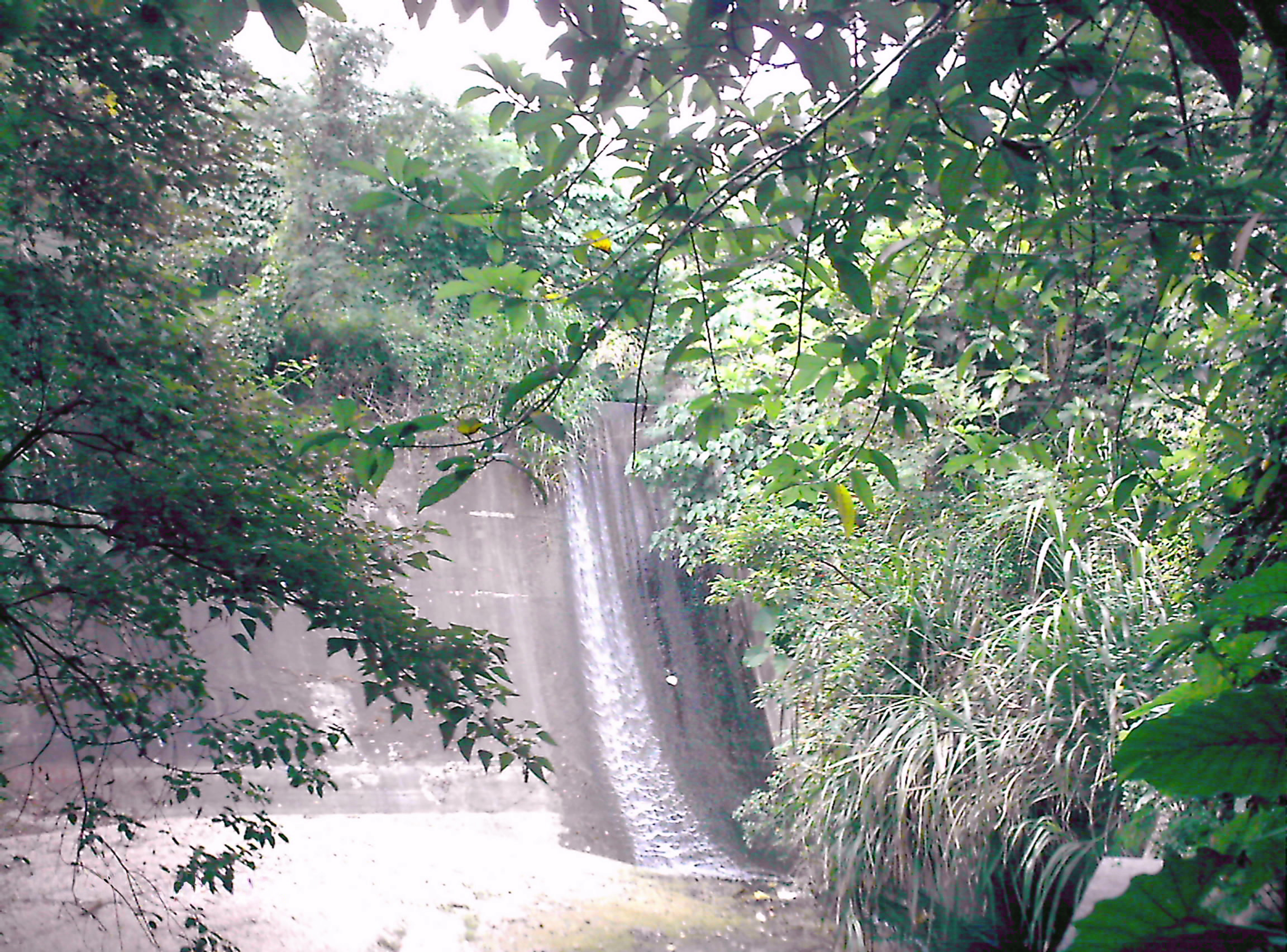
遠觀滿溢的小西湖濺出堤壩造成小瀑布(2008年10月)

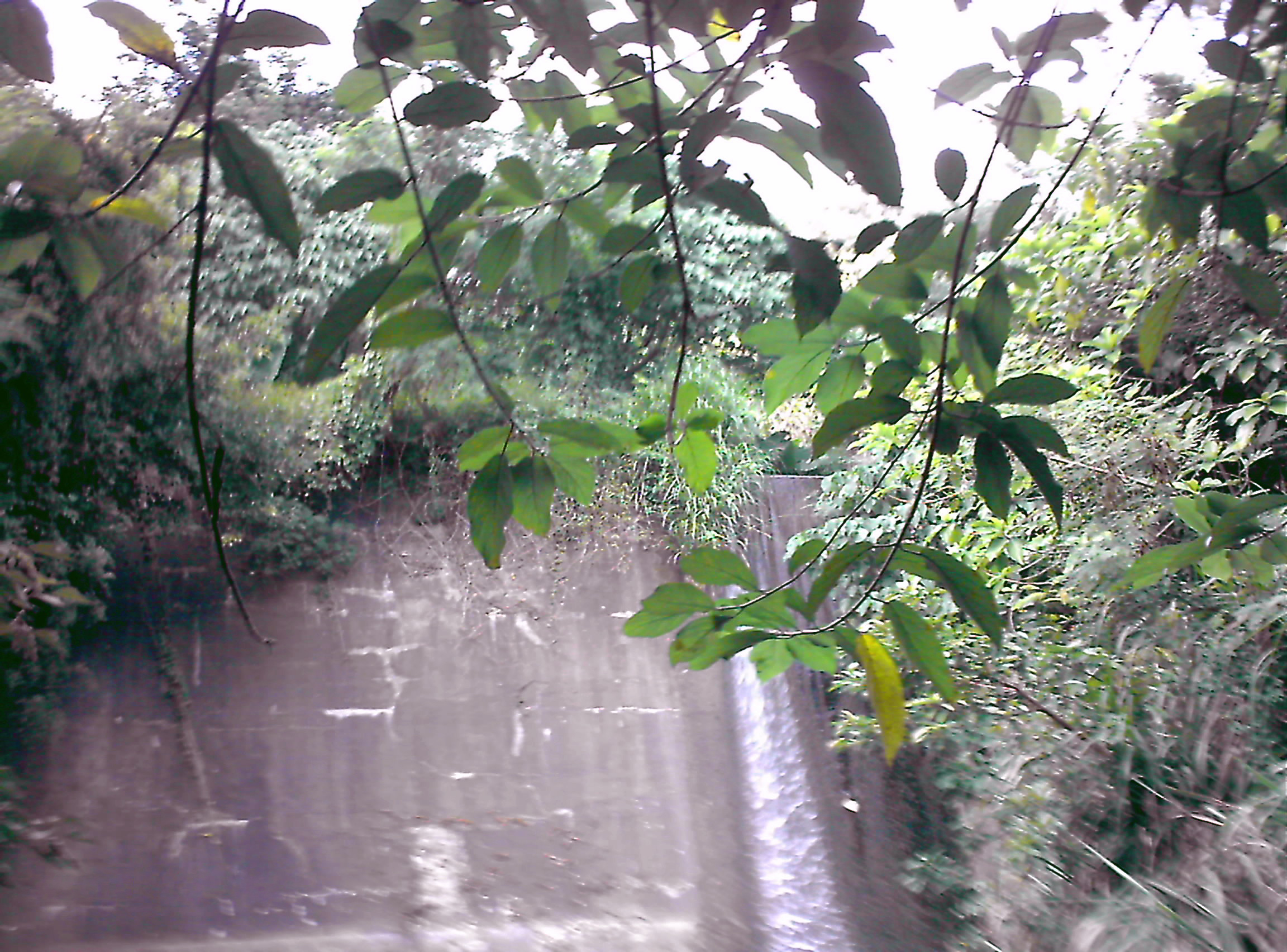
近觀滿溢的小西湖濺出堤壩造成小瀑布(2008年10月)

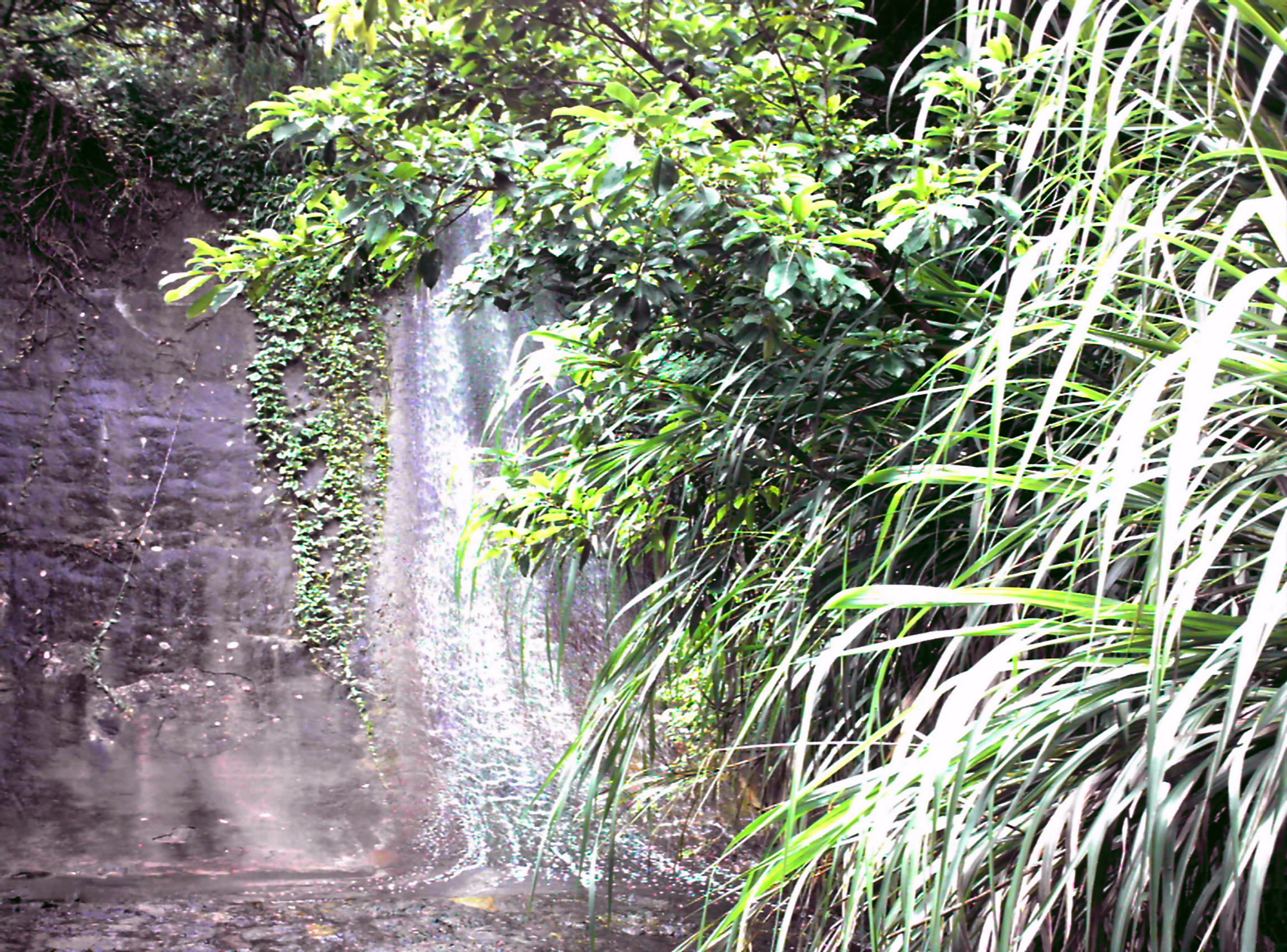
近觀滿溢的小西湖濺出堤壩造成小瀑布(2009年7月)

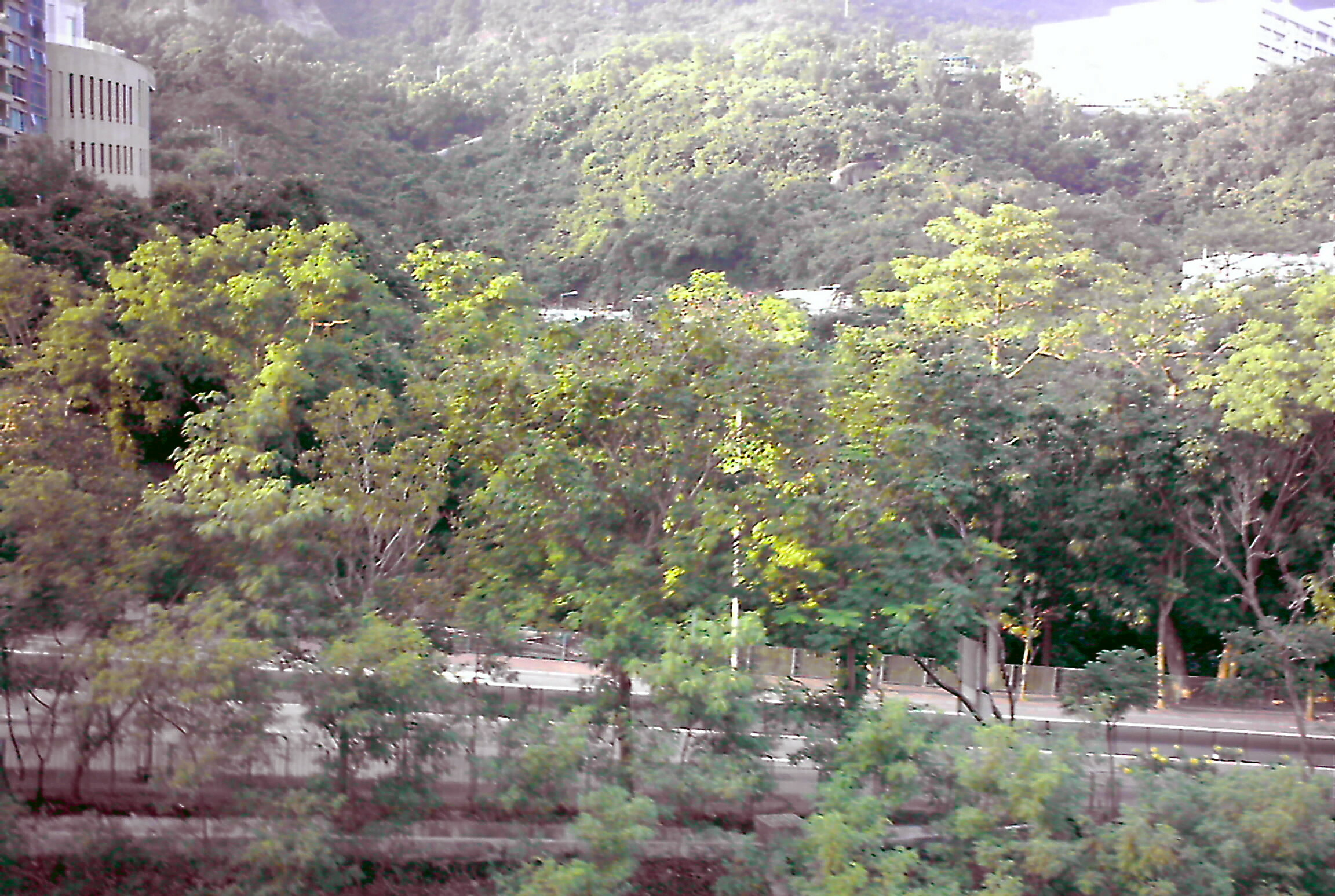
從高地遠眺被叢林包圍的小西湖(2008年10月)

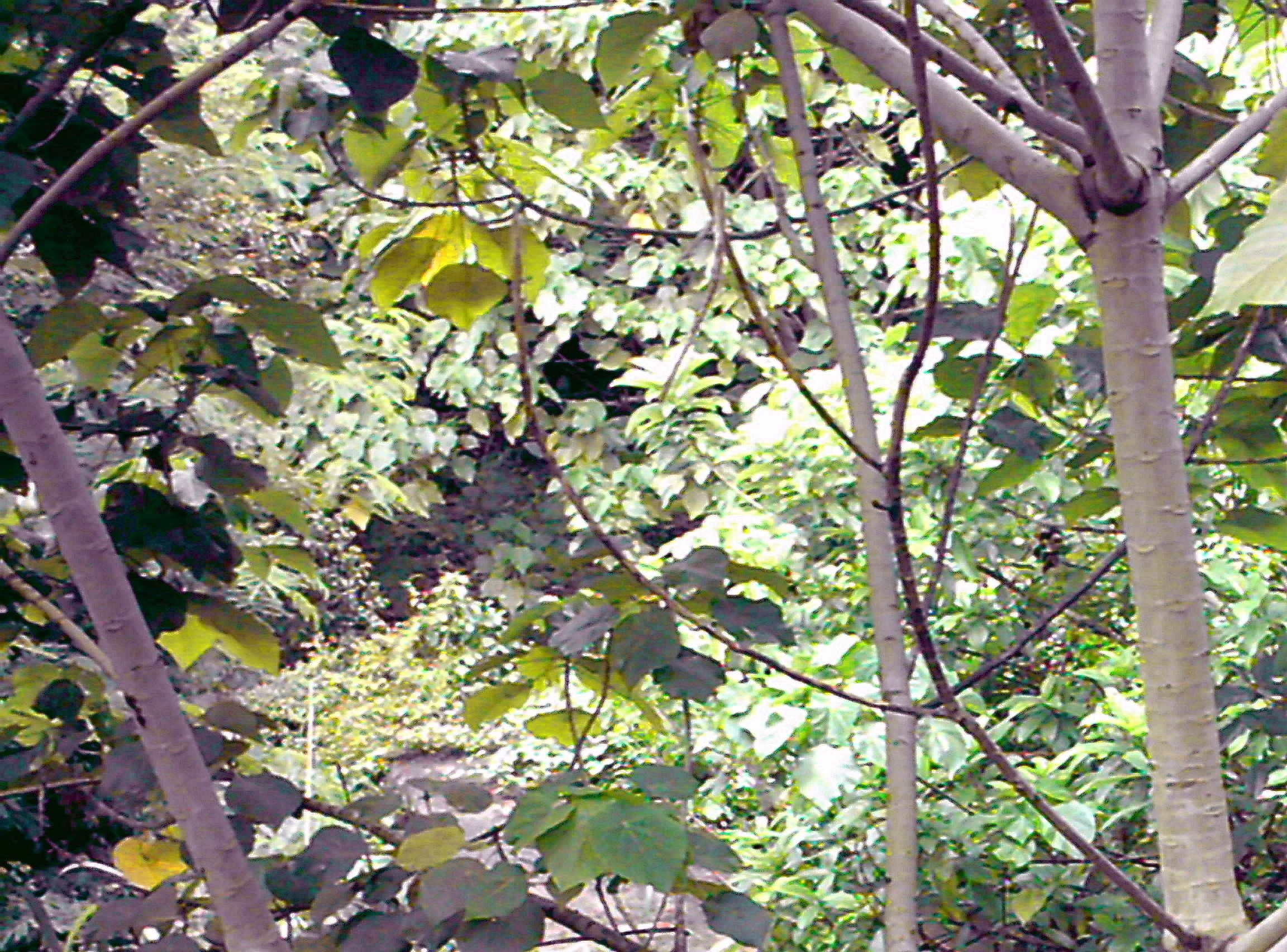
近觀被叢林包圍的小西湖下遊蓄水池的殘水(2009年7月)

小西湖（英語：Siu Sai Wu）位於香港九龍的九龍塘之筆架山的筆架山道、歌和老街及龍翔道之間。
小西湖是水務署所建築的人造蓄水池，水深約20英尺，它的儲水主要供九龍塘區淋花及沖廁之用，並開設了一條地下水道連通尖沙嘴火車站。它共有高低等兩個湖泊，驟似中國浙江省杭州市的西湖景致，因而得名。
南華體育會遊藝部在1937年11月14日（星期日）舉辦「小西湖旅行團」，人數高達50人，當日上午9時45分在香港島統一碼頭出發，每人收費港幣2毫，提供野餐午膳，加插民眾識詠口琴表演及遊戲，下午3時半回程。
九龍的童軍在1939年8月25日至8月27日，連續3天在此處舉行「九龍童子軍第一次大露營」，共有18團參加。
1960年代前，此地是香港的中學及小學舉辦學生集體旅行的熱門選擇之一。在那時的暑假，由於天氣炎熱，吸引許多貧家小童到此處嬉水，部分冒失的泳客常在此地喪命，直至1961年已累計超過百人溺斃，香港政府在1961年7月在四周築起高約8英尺的鐵絲網圍牆，杜絕遊客進入參觀。
小西湖亦指1970年代前期，上述蓄水池附近的貧民窟，當年被稱為「小西湖寮屋」（Siu Sai Wu Huts）。目前，於九龍觀塘翠屏道13號的香港歷史檔案大樓裡，仍保存有70年代，香港政府把那些寮屋居民遷徙到觀塘的秀茂坪徙置區（現在的秀茂坪邨）的書信函件，供香港市民借閱參考。
1972年，該蓄水池停用，目前已經不屬於水務署所管轄，該湖從此空置至今。

## 地理環境
小西湖位於港鐵東鐵綫（前稱九廣東鐵）筆架山隧道段的西部，具體位置為筆架山道、歌和老街及龍翔道之間的峽谷裡。目前大部分地區被香港水務署所架設的鐵絲網圍欄阻隔，四周遍布茂密叢林包圍，一般市民只能在歌和老街的下遊入口遠觀滿溢的小西湖濺出堤壩造成小瀑布。

## 1940及50年代的香港書刊描述的周圍環境
- 1940年5月20日，香港《大公報》，第七版，作者：新亞。
  - 「第一湖之右邊是平原；第二湖的湖後為平坦的小丘，可供結下帳幕。」
- 1941年2月24日，香港《國民日報》

之「木刻與詩」刊登由廣東省的詩人梁儼然（梁松生）先生的「小西湖之旅」。
- - 「初春的小湖，單調而幽鬱，只有朦朧斷續的水聲，墜落荒涼的石隙旁。枯寂的斜橋，跨腳在死水的池上，柔風浴浸著松陰的淡影，心靈像殘葉而飄蕩。年青的詩人，放下一刻的安息，跑上海外的高原，把種子撒下山岡，使烽火裡的詩群底旗幟，展開了新生的光芒。」根據該首新詩的內容，小西湖有斷續的水流，有斜橋橫跨在兩個蓄水池間，周邊有茂密的松樹叢林。
- 《最新香港指南》第104頁，湯建勛先生編輯，香港民華出版社在1950年2月初版。
  - 「在山谷之中，有著青松綠水，小橋幽徑。」
- 《香港、九龍、新界旅行手冊》第28頁，吳灞陵先生編撰，香港：《華僑日報》在1950年8月初版。
  - 「小西湖有一泓綠水，萬樹古松、小橋及幽谷。遊客可以游泳、野餐、遊戲及唱歌。」

## 罪案溫床
1939年7月29日（星期六）下午3時，天雨綿綿，24歲教師黃劍池與21歲女朋友李銀到小西湖拍拖，被3名持短劍劫匪搶去港幣7元5毫、價值港幣10元金戒指。
1940年1月19日（星期五）下午2時45分，23歲女子陳蓮卿與朋友在小西湖，被3名持短劍劫匪搶去港幣13元、價值港幣10元金戒指及港幣13元手表。
1953年10月11日（星期日）下午，「美新貿易公司」徐崇偉經理與妻子任蘇、兒子徐錦禮及女兒徐錦英在小西湖被一群6至7名劫匪持刀搶去港幣120元、2美元、4隻戒指及3隻手表。香港警察隨後拘捕籍貫廣東省東莞縣的22歲大陸劫匪黃林，在同年10月21日（星期三）押解至九龍裁判署提堂。同年11月23日（星期一）在九龍地方法院判決另外兩位劫匪罪名成立，17歲香港劫匪羅毓旺被判4年苦工監及笞10籐；18歲籍貫廣東省清遠縣大陸劫匪潘漢全被判18個月苦工監。
30歲的許堅在1961年6月5日（星期一）晚上6時在小西湖游泳時，被一位身穿筆挺西裝的匪徒搶去放在湖邊的衣服，包括港幣12元及一隻手表。
住在九龍牛頭角的25歲梁姓匪徒在1963年10月29日（星期二）中午12時在小西湖，以三角銼威脅行劫一群學生，遇反抗，他刺傷一位16歲陳姓學生的肩膀。
九龍地方法院在1963年11月25日（星期一）下午判決屢次在小西湖行劫的28歲匪徒梁偉培入獄3年，他曾經在同年10月27日（星期日）在小西湖行劫兩男四女共6隻手表；一對小西湖情侶兩隻手表及兩隻戒指；同年10月28日（星期一）中午持刀行劫11位到小西湖觀光的學生，劫去港幣8元2毫及一隻手表。
1965年9月11日（星期六）下午5時，5位由7歲至11歲的學生在小西湖戲水捉魚，被10多名17歲的飛仔毆打，並搶去書包。
1968年8月6日（星期二）上午在小西湖濾水池引水道，發現33歲婦人李嬌娛被鐵線捆綁的屍體。她的38歲籍貫廣東省台山縣丈夫梅勝才被控謀殺，在1968年8月14日（星期三）上午狎解至北九龍裁判署加西亞法庭提訊；1968年8月17日（星期六）再度提堂；1968年10月21日（星期一）在高等法院提堂；。1968年10月25日（星期五）被判誤殺罪，入獄6年。
一位男學生與11位女同學在1969年1月8日（星期二）在小西湖野餐時，被6名18歲至22歲的匪徒以破玻璃瓶威脅，搶劫價值港幣170元的現金、兩部相機，並刮傷男同學的臉孔。

## 多人遇溺
- 1947年9月14日（星期日）下午2時，九龍深水埗基隆街國鋒學校的12位學生到小西湖游泳，其中14歲學生黃錦榮不幸遇溺沉底，屍體直至1947年9月16日（星期二）才浮出湖面轉送殮房[17]。
- 1949年9月17日（星期二）下午4時許，一位年約30多歲的外籍人士不幸在小西湖溺斃[18][19][20]。
- 住在九龍石硤尾村的20歲小販黃日平與另一名17歲小販伍錫添、16歲學徒伍規在1952年5月11日（星期日），下午5時聯袖到小西湖游泳，三人皆懂得游泳，然而，黃日平潛游到水底時，不再浮起，兩人報警，最後由消防員從湖底打撈出他的屍體[21]。
- 住在九龍仔楊樹道的18歲青年廖志文在1959年7月1日（星期三）獨自到小西湖游泳時遇溺，遺下衣服在湖畔，消防員打撈至深夜仍無法找到他的屍體[22]。
- 住在九龍油麻地吳松街的20歲青年歐炳林與朋友曾廣瑞及曾廣榕昆仲在1959年11月6日（星期日）中午12時到小西湖觀光，歐炳林在湖畔洗手時，失足墮湖，消防員由下午5時打撈至深夜仍未找到他的遺體[23]。
- 1960年4月20日（星期三）下午4時，大坑東官立小學11歲三年級學生黃根雄與3位同學到小西湖捉蝌蚪，失足掉進湖裡溺斃[24]。
- 住在九龍大埔道大窩坪15歲的陳文波在1961年7月16日（星期日）晚上6時在小西湖游泳遇溺，消防員在晚上7時把他撈起，送醫院急救途中逝世[25]。
- 住在九龍塘模範村的黃炳炎及吳光明在1961年7月29日（星期六）下午4時於小西湖游泳溺斃，由於同伴沒有即時報警求助，消防署延至晚上7時40分才接獲報告打撈至晚上9時仍無結果，他們的屍體分別延至1961年7月30日（星期日）清晨及中午才浮出湖面。當年小西湖在此星期裡已累計溺斃5位兒童。由於慘劇頻生，小西湖四周築起8英呎高的鐵絲網圍欄[26][27]。並加上中、英雙語警告牌「Warning: it is very dangerous to swim in these lakes, there have been seven peoples drowned here this year (August, 1961), don't be the next! 警告：擅入水池內游泳，甚為危險，本年內在水池游泳而溺斃者已有七人之多，請勿覆前之轍！」[28]。
- 住在九龍石硤尾佛堂街的11歲男童麥興文在1964年7月23日（星期四）下午 ，在小西湖遇溺，不幸在送院急救途中逝世[29]。
- 1964年7月23日（星期四）下午3時，住在九龍石硤尾11歲李興文與一群朋友在小西湖游泳時溺斃，消防員蛙人打撈至晚上11時才把他的屍體撈出[30]。
- 消防員在1964年7月23日（星期四）晚上10時在小西湖打撈起住在香港島西環石塘嘴的麥慶文的遺體[31]。
- 1964年8月26日（星期三）下午2時，一群九龍塘官立小學學生到小西湖捉魚，10歲四年級籍貫廣東省高明縣蔡啟華不幸失足墮進湖底，消防局派出工程車及救護車打撈，當天仍然無法尋獲[32]，直至1964年8月27日（星期四）下午3時半才浮出屍體[33]。[34]。
- 1965年7月20日（星期二）晚上7時，旺角勞工子弟學校二年級學生，11歲的石洪標在小西湖遇溺，消防局在晚上11時打撈，直至晚上11時半才把他的屍體撈出[35][36]。
- 小西湖在1966年4月25日（星期一）上午10時，水務署職員開水閘時[37]，發現因游泳遇溺失蹤的13歲九龍橫頭磡的林才源及馮國源的全裸屍體[38][39]。

## 21世紀的香港報章介紹的現況
- 2009年1月27日的香港之《東方日報》，港聞一，A11頁，記者：甘銘添。
  - 水務署表示：小西湖內兩個蓄水池自1972年起停用，該片土地屬於未撥用及未批租的政府土地，已不屬於其管轄範圍；康樂及文化事務署則表示鄰近已有不少休憩用地，未有計劃發展為公園。

## 公共交通
- 港鐵：觀塘綫、東鐵綫九龍塘站

## 鄰近的觀光熱點
- 石硤尾公園：後現代主義設計的池塘水景，網球場、排球場、籃球場、足球場及運動場。
- 歌和老街公園：從小西湖流下的溪澗，築成瀑布、池塘及亭臺樓閣，休憩遊園地，附設壁球及乒乓球中心。

## 外部連結
- 2008年9月的小西湖之影像
- 2008年10月的小西湖之影像 （页面存档备份，存于）
- 2009年7月的小西湖之影像
- 2011年1月的小西湖之影像
- 小西湖之近況（香港討論區 - 消失之人工湖 (20/09/2009)） （页面存档备份，存于）

22°20′25.41″N 114°10′22.58″E / 22.3403917°N 114.1729389°E